# Quinta de Sant Isidre
La Quinta de Sant Isidre o casa Baltasar Garriga, és un edifici situat al passeig de la Reina Elisenda de Montcada, 13 bis al barri de Sarrià de Barcelona, catalogat com a bé amb elements d'interès (categoria C). Actualment és la seu de la Clínica Creu Blanca.

## Història
Va ser projectada el 1920 per l'arquitecte Joaquim Lloret i Homs com a residència familiar d'Isidre Pons de Pascual com a . La casa va ser ocupada per la família de Baltasar Garriga, que no va tenir descendència, fins a la Guerra Civil, quan s'hi va instal·lar el Tribunal de Alta Traición y Espionaje, constituït pel govern republicà del president Juan Negrín, amb l'objectiu de perseguir els franquistes.
A la postguerra, es va jutjar el Comitè executiu del POUM al soterrani de la casa. Anys després s'hi muntà un prostíbul (The Queens). A les dècades del 1980 i 1990 s'hi instal·là l'empresa de disseny Associate Designers, que va participar en l'Expo de Sevilla i als Jocs Olímpics de Barcelona, així com en el disseny de l'interior del tren d'alta velocitat.
El 2005, la Clínica Creu Blanca, amplià l'edificació fins al carrer de Domínguez i Miralles. El nou edifici, projectat pels arquitectes Jaume de Oleza i Roncal i Fina Alomar Serrallach, continuà el sòcol existent a l'avinguda J. V. Foix, i s'integra en la topografia per mediació d'una coberta enjardinada.

## Descripció
L'edifici té un caràcter marcadament noucentista. Té una superfície de 1.500 m², consta de planta baixa i dues plantes superiors, així com dues plantes inferiors en semisoterrani. Té gran importància com a fita visual especialment després de l'obertura de l'avinguda de Josep Vicenç Foix, a una cota molt inferior a la del passeig de la Reina Elisenda de Montcada (9 m de desnivell), des d'on s'aprecia l'impressionant mur de contenció de maó vist i maçoneria coronat per una balustrada contínua. Destaca la torratxa de la cantonada, amb finestrals en forma d'arc a la part superior, que articula la simetria de les dues façanes, només trencada pel porxo d'accés a l'edifici. La potència del ràfec i la forta inclinació de les teulades ajuden a augmentar el volum aparent de l'edifici.